# Glipa masatakai
Glipa masatakai es una especie de coleóptero de la familia Mordellidae.

## Distribución geográfica
Habita en Taiwán.